# Le Show de Rousseau
Le Show de Rousseau est un talk-show de fin de soirée diffusée à 22 heures sur les ondes de V, du lundi au jeudi. La diffusion a commencé le 5 mars 2018 et s’est arrêtée le 13 décembre 2018.
L'humoriste Stéphane Rousseau anime l'émission. Il est accompagné lors de la première saison de la comédienne Sonia Cordeau.  

## Saison 1
La saison 1 de l'émission a commencé le 5 mars 2018 et s'est terminée le 24 mai 2018
Le 7 mai 2018, Stéphane Rousseau annonce qu'il y aura une 2e saison à l'émission.

## Saison 2
La saison 2 de l'émission a commencé le 17 septembre 2018 et s’est terminée le 13 décembre 2018.
Cette nouvelle saison inclut de nombreuses nouveautés, dont le départ de Sonia Cordeau et un changement de décor et de mobilier. La durée de l'émission a été revue à la baisse, passant de 1 heure à 45 minutes.

## Sketchs récurrents
- Docteur Zouf (saison 1)
- On Zoo (saison 1)
- Promenade canine (saison 1-2)
- Clash (saison 2)
- Stéphane dans la nature (saison 2)

## Critiques
L'émission, à la suite de la première diffusion le 5 mars 2018, fait l'objet de vives critiques. La production procède alors à quelques changements, ce qui améliore la qualité et le contenu de l'émission.